# 李鳳柱
李 鳳柱（イ・ボンジュ、1970年10月11日 - ）は、大韓民国の元陸上競技男子マラソン選手。本貫は全州李氏、徳興大院君の末裔である。忠清南道天安市聖居邑出身。サムスン電子の陸上チームに所属していた。

## 経歴
元々は市民ランナーの出。1993年ホノルルマラソンの優勝で頭角を現し、1994年のボストンマラソンで2時間10分を突破した。当時の韓国は有力なマラソン選手が何人もいた活況の時期だったが、1995年、1996年の東亜国際マラソンでの活躍で自身の地位を確かにし、五輪切符をつかむ。1996年アトランタオリンピックの男子マラソンでは、優勝したジョサイア・チュグワネ（南アフリカ共和国）に次いでわずか3秒差の2位でゴール、銀メダルを獲得する。前回のバルセロナオリンピックで金メダル獲得の黄永祚に続き、2大会連続で同国による男子マラソンのメダル獲得を達成した。また、アジア競技大会においても1998年バンコク大会、地元で開催された2002年プサン大会で2連覇を達成した。さらにメジャーマラソンでは1996年福岡国際マラソン、2001年ボストンマラソンでも優勝した。
韓国国内では「ボンダリ」の愛称で国民的なマラソン選手として親しまれ、国内記録（2時間7分20秒）を現在でも保持しているアジアを代表する男子マラソン選手の一人であった。
2006年5月、11月のニューヨークシティマラソンを競技の一線を退くことが明らかになったが、その後引退を撤回。2007年に大阪市で開催される世界陸上選手権を回避して、2008年に五輪4大会連続代表となる北京オリンピックへの出場を果たした。しかし完走はしたものの、28位に終わった。
2009年10月に、母国の大田市で行われた、第90回全国体育大会の男子マラソンを最後に引退。結果は2時間15分台ながらも1位でゴール、有終の美を飾った。
2022年に天安市で「第1回天安李鳳柱マラソン大会」が開かれた。

## 主な成績
- 1993年 - ホノルルマラソン 優勝 2:13:16
- 1996年 - アトランタオリンピック 銀メダル 2:12:39
- 1996年 - 福岡国際マラソン 優勝 2:10:48
- 1998年 - バンコクアジア競技大会 優勝 2:12:32
- 2000年 - シドニーオリンピック 24位 2:17:57
- 2001年 - ボストンマラソン 優勝 2:09:43
- 2002年 - プサンアジア競技大会 優勝 2:14:04
- 2004年 - アテネオリンピック 14位 2:15:33
- 2008年 - 北京オリンピック 28位 2:17:56
- 2009年 - 大田第90回全国体育大会 優勝 2:15:25

## マラソン成績
- 1,2時間19分15秒　2位　90.10.19 韓国選手権
- 2,2時間16分56秒 15位　91.03.17 東亜（ｿｳﾙ）
- 3,2時間14分30秒 優勝　91.10.11 韓国選手権
- 4,2時間20分12秒　6位　92.10.14 韓国選手権
- 5,2時間19分18秒　7位　92.12.13 ﾎﾉﾙﾙ
- 6,2時間20分13秒 12位　93.03.21　東亜(慶州）
- 7,2時間10分27秒 優勝　93.10.16 韓国選手権
- 8,2時間13分16秒 優勝　93.12.12　ﾎﾉﾙﾙ
- 9,2時間09分57秒 11位　94.04.18　ﾎﾞｽﾄﾝ
- 10,2時間09分59秒 優勝　94.09.26　春川・朝鮮日報
- 11,2時間10分58秒　優勝　95.03.19 東亜（慶州）
- 12,2時間20分31秒 22位　95.08.12 ｴﾃﾎﾞﾘ世界陸上
- 13,2時間12分00秒　4位　95.10.28　春川・朝鮮日報
- 14,2時間08分26秒　2位　96.03.24　東亜（慶州）
- 15,2時間12分39秒　2位　96.08.04　ｱﾄﾗﾝﾀ五輪（銀メダル獲得）
- 16,2時間10分48秒　優勝　96.12.01　福岡国際
- 17,2時間14分25秒 13位　97.03.16　東亜（慶州）
- 18,2時間10分33秒　5位　97.10.26　春川・朝鮮日報
- 19,2時間07分44秒　2位　98.04.19　ﾛｯﾃﾙﾀﾞﾑ(韓国記録樹立）
- 20,2時間12分32秒　優勝　98.12.20　ﾊﾞﾝｺｸ･ｱｼﾞｱ大会（金メダル獲得）
- 21,2時間12分11秒 12位　99.04.18　ﾛﾝﾄﾞﾝ
- 22,2時間07分20秒　2位　00.02.13　東京国際(韓国記録樹立）
- 23,2時間17分57秒 24位　00.10.01　ｼﾄﾞﾆｰ五輪
- 24,2時間09分04秒　2位　00.12.03　福岡国際
- 25,2時間09分43秒　優勝　01.04.16　ﾎﾞｽﾄﾝ
- 26,途中棄権　　　　　   01.08.03　ｴﾄﾞﾓﾝﾄﾝ世界陸上
- 27,2時間09分11秒　4位　01.12.02　ﾐﾗﾉ
- 28,2時間10分30秒　5位　02:04:15　ﾎﾞｽﾄﾝ
- 29,2時間14分04秒　優勝　02.10.14　釜山・ｱｼﾞｱ大会（金メダル獲得・2連覇達成）
- 30,2時間08分10秒　7位　03.04.13　ﾛﾝﾄﾞﾝ
- 31,2時間10分38秒 11位　03.08.30　ﾊﾟﾘ世界陸上
- 32,2時間08分15秒　5位　04.03.14　東亜（ｿｳﾙ）
- 33,2時間15分33秒 14位　04.08.29　ｱﾃﾈ五輪
- 34,2時間12分19秒 11位　05.09.25　ﾍﾞﾙﾘﾝ
- 35,途中棄権　　　   　　06.03.05　びわ湖毎日
- 36,2時間10分49秒　5位　06.11.05　ｿｳﾙ・中央日報
- 37,2時間08分04秒 優勝　07.03.18　東亜（ｿｳﾙ）
- 38,2時間17分29秒 7位　07.10.07 ｼｶｺﾞ
- 39,2時間12分27秒 7位　08.03.16 東亜（ｿｳﾙ）
- 40,2時間23分58秒 7位　08.04.20　北京・プレ五輪
- 41,2時間17分56秒 28位　08.08.24 北京五輪
- 42,2時間16分46秒 14位　09.03.15 東亜（ｿｳﾙ）
- 43,2時間15分25秒　優勝　09.10.21　太田